# Indoarijski jezici
Indoarijski jezici, jedna od dvije glavne podskupine indoiranskih jezika raširenih po Indijskom potkontinentu. Obuhvaća (219), po novijim podacima 221 jezik koji se govore u Indiji, Pakistanu, Nepalu i Bangladešu. Zajedno s iranskim jezicima čine skupinu indoiranskih jezika, članicu indoeuropske jezične porodice.
A. Centralna zona (76), Indija, Pakistan:
a. Bhilski jezici (19) Indija: bareli (3 jezika: pauri, rathwi, palya), bauria jezik, bhilali jezik, bhili, chodri, dhodia, dubli, dungra bhil, gamit, garasia (2 jezika: adiwasi, rajput), mawchi, nahali, noiri, pardhi, rathawi, wagdi.
b. Dom (1) Iran: domari.
c. Gudžaratski jezici (9) Pakistan Indija: aer, gudžaratski, jandavra, koli (3 jezika: kachi, parkari, wadiyara), saurashtra, vaghri, vasavi.
d. Khandesi (3) Indija: ahirani, dhanki, khandesi.
e. Pandžabski jezici (1): istočnopandžapski.
f. Radžastanski jezici (18): bagri, dhatki, dhundari, goaria, godwari, gujari, gurgula, harauti, lambadi, loarki, gade lohar, malvi, marwari (2 jezika, indija i pakistan), merwari, mewari, nimadi, shekhawati.
g. Romski (7): (7 romskih jezika: balkanski, baltički, fíntika rómma, karpatski, sinte ili sinti, velški, vlaški).
h. Zapadni hindi (12) Indija, Pakistan: 
h1. Bundeli (1) Indija: bundeli,
h2. Hindustani (4):
a. Sansi (2): kabutra, sansi.
b. hindi.
c. urdu.
h3. Neklasificirani (7): bhaya, braj bhasha, chamari, ghera, gowli, haryanvi, kanauji.
i. neklasificirani (5) Nepal, Tadžikistan Indija: mewati, parya, sonha, tharu (2 jezika: dangaura, kathoriya).
j. Powari (Indija): powari.
B. istočna-centralna zona (5): awadhi, bagheli, chhattisgarhi, dhanwar, fidžijski hindustanski.
C. Istočna zona  (42):
a. Bengali-Assamski (16) Indija, Bangladeš: asamski, bengalski, bishnupriya, chakma, chittagonian, hajong, halbi, kayort, kharia thar, kurmukar, mal paharia, mirgan, nahari, rajbanshi, sylheti, tangchangya.
b. biharski (12) Indija, Bangladeš, Nepal: angika, bhojpuri, karipski hindustanski, kudmali, magahi, maithili, majhi, musasa, panchpargania, sadri, oraon sadri, surajpuri .
c. Oriya (8) Indija: bhatri, bhunjia, bodo parja, kupia, oriya, desiya, adivasi oriya, reli.
d. Neklasificirani (6) Nepal, Indija: bote-majhi, buksa, degaru, chitwania tharu, kochila tharu, rana tharu.
D. Sjeverna zona (21) Indija, nepal, Pakistan:
a. Srednjopaharski jezici (1) Indija: kumauni.
b. Istočnopaharski jezici (2) Nepal: jumli, nepalski, palpa.
c. Garhwali (1), Indija: garhwali.
d. Zapadnopaharski jezici (17): bhadrawahi, bhattiyali, bilaspuri, chambeali, churahi, dogri, gaddi, hinduri, jaunsari, kangri, harijan boli (harijan kinnauri), mandeali, kullu paharski, mahasu paharski, pahari-potwari, pangwali, sirmauri.
E. Sjeverozapadna zona  (39):
a. Dardski jezici (27) Pakistan, Afganistan: 
a1. Čitralski jezici/Chitral (2) Pakistan: kalasha, khowar.
a2. Kašmirski jezici/Kashmiri (1) Indija: kašmirski.
a3. Kohistanski jezici/Kohistani (9) Pakistan, Afganistan: chilisso, gowro, kalami, kalkoti, kohistanski, tirahi, torwali, wotapuri-katarqalai.
a4. Kunarski jezici/kunar (8): dameli, gawar-bati, grangali, pashayi (sjeveroistočni, sjeverozapadni, jugoistočni, jugozapadni), shumashti.
a5. Shina (7): brokskat, domaaki, phalura, savi, kohistanski shina, shina, ushojo.
b. Lahndski jezici/Lahnda (7) Pakistan, Indija, Afganistan, Ukrajina: hindko (sjeverni i južni), jakati, khetrani, panjabi (2 jezika: mirpur pandžapski i zapadni), seraiki.
c. Sindhski jezici (5) Pakistan, Indija: jadgali, kachchi, lasi, sindhi, sindhi bhil.
F. Nuristanski jezici/Nuristani (6) Afganistan: ashkun, kamviri, kati, prasuni, tregami, waigali.
G. Sanskrt, Indija: sanskrt.
H. Sinhaleško-maldivski jezici (3) Šri Lanka, Maldivi: maldivski, sinhala, veddah.
I. Južna zona (12) Indija: 
j1. Konkanski jezici/konkani (7) Indija: goanski konkani, katkari, konkani, kukna, phudagi, samvedi, varli.
j2. marathi, Indija.
j3. Neklasificirani (4): bhalay, deccan, gowlan, varhadi-nagpuri.
J. neklasificirani (13), Indija, Nepal, Pakistan, Bangladeš: chinali, darai, dhanwar, garas (lahul lohar), kanjari, kumhali, memoni, mina, od, pali jezik, tippera, usui, vaagri booli.

## Vanjske poveznice
- Ethnologue (14th)